# San Malmström
Karin Sandel Marie "San" Malmström, född 8 december 1950 i Johannebergs församling i Göteborg, är en svensk film- och reklamfilmsproducent samt manusförfattare.
Malmström har regisserat och producerat reklamfilmer för TV i Sverige och USA, medverkat vid olika filminspelningar, exempelvis Göta Kanal eller Vem drog ur proppen?, 1981 och G – som i gemenskap.

## Filmografi
- 1995 - Älskar älskar inte (manus)